# Brandon Roy
Brandon Roy   (Seattle, 23 de juliol de 1984) és un entrenador i és un exjugador de bàsquet estatunidenc que disputà 6 temporades a la NBA. Va ser nomenat rookie de l'any 2007. Actua com a entrenador en cap de l'equip de bàsquet de nois a la Garfield High School de Seattle. Roy va jugar sis temporades a la National Basketball Association (NBA) amb els Portland Trail Blazers i els Minnesota Timberwolves . Va ser seleccionat sisè al draft de l'NBA de 2006, després d'haver completat quatre anys jugant als Washington Huskies. El seu sobrenom era " B-Roy ", però també se'l va referir com " el Natural " pel locutor dels Trail Blazers Brian Wheeler. El 10 de desembre de 2011, Roy va anunciar la seva retirada del bàsquet a causa d'una afecció degenerativa del genoll, encara que va tornar el 2012 per jugar cinc partits amb els Timberwolves.
Nascut a Seattle, Roy es va fer conegut pel seu impacte immediat als Trail Blazers. Zach Randolph, llavors el capità de l'equip, va ser cedit als New York Knicks al final de la primera temporada de Roy la temporada 2006-07, la qual cosa va obrir el camí perquè Roy assumís un paper de lideratge a l'equip. Aquella temporada, Roy va guanyar el premi al principiant de l'any de l'NBA en una votació gairebé unànime. Va ser nomenat per a dos equips All-NBA i com a reserva per als All-Star Games de 2008, 2009, i 2010.